# Asplenium harovii
Asplenium harovii là một loài dương xỉ trong họ Aspleniaceae. Loài này được Godr. mô tả khoa học đầu tiên năm 1842.
Danh pháp khoa học của loài này chưa được làm sáng tỏ. 